# Dietmar Schwietzer
Dietmar Schwietzer (* 21. Februar 1958 in Magdeburg; † 16. Februar 1977 in Schönwalde) war ein Todesopfer an der Berliner Mauer. Bei einem Fluchtversuch wurde er von Angehörigen der Grenztruppen der DDR erschossen.

## Leben
Zusammen mit seiner Schwester wuchs er bei den Eltern in Magdeburg auf. Er entwickelte ein technisches Interesse und bastelte an elektronischen Geräten. Unter anderem konstruierte er eine Funkstation, mit der er Amateurfunk empfangen konnte. Sowohl bei der Pionierorganisation Ernst Thälmann als auch bei der Freien Deutsche Jugend war er aktiv. Bei der Gesellschaft für Sport und Technik beteiligte er sich in der Funksportsparte. Nach der Schule begann er eine Ausbildung als Facharbeiter für Nachrichtentechnik bei der Deutschen Post in seiner Heimatstadt. Privat unterhielt er unentdeckt von seinem Umfeld weltweite Funkamateur-Verbindungen.
Durch seine Ausbildung wurde das Ministerium für Staatssicherheit (MfS) auf ihn aufmerksam und rekrutierte ihn für sein Wachregiment Feliks Dzierzynski als Funker. Das MfS hielt Schwietzer für angepasst. Am 15. Februar 1977 bekam er seinen Facharbeiterbrief überreicht und begab sich anschließend auf eine Feier ins Interhotel. Die Feier verließ er nach kurzer Zeit und fuhr mit seinem Motorrad nach Hennigsdorf, von wo er mit dem Bus nach Schönwalde weiterreiste. Er überquerte auf einer Brücke den Niederneuendorfer Kanal und kroch von dort bis zur Grenzanlage durch ein Feld. Gegen 7 Uhr am Morgen des Folgetages überkletterte er den Hinterlandzaun, passierte eine Hundelaufanlage und überwand den Signalzaun. Dabei löste er Alarm aus. Während er auf die letzte Mauer zu rannte, nahmen ihn vier Grenzsoldaten von zwei Wachtürmen unter Beschuss. Von den 91 abgegebenen Schüssen trafen drei Kugeln ihr Ziel. Den tödlich in den Hinterkopf getroffenen Flüchtling zogen die Grenzsoldaten in den Kfz-Graben, um ihn vor Blicken aus West-Berlin zu verstecken. Der Einsatz der Grenzsoldaten wird als Beispiel für eine gute Einsatzbereitschaft und eine zweckmäßige Handlungsvariante gelobt. Nur der zu hohe Munitionsverbrauch wird kritisiert.
Die Beerdigung fand am 23. Februar 1977 in Magdeburg unter Aufsicht des MfS statt. Anders als in anderen Maueropfer-Fällen waren die Angehörigen über sein Schicksal informiert. Dietmar Schwietzers Vater reichte die Rechnung für die Bestattung bei SED-Generalsekretär Erich Honecker ein und forderte, dass diese von den Mördern seines Sohnes beglichen würde. Das MfS in Magdeburg überwachte daraufhin die Eltern von Dietmar Schwietzer und stellte strafrechtlich Konsequenzen in Aussicht. Um weiteres Aufsehen in dem Fall zu verhindern, bezahlte das MfS die Beerdigungskosten. Die Lebensversicherung wurde den Eltern nur zum Teil ausbezahlt.
Nach dem Ende der DDR nahm erst die Berliner, später die Neuruppiner Staatsanwaltschaft Ermittlungen auf. Gegen drei der Todesschützen – der vierte war mittlerweile verstorben – erhob die Staatsanwaltschaft 1995 Anklage vor dem Landgericht Potsdam. Alle drei Angeklagten bekamen Freiheitsstrafen von 15 Monaten auf Bewährung wegen gemeinschaftlichen Totschlags.
Zum Mauergedenktag am 13. August 2011 wurde an der Grenze zwischen Spandau und Schönwalde-Glien eine Gedenkstele zur Erinnerung Dietmar Schwietzer eingeweiht. Auf einer ca. 3 Meter hohen Stele werden geschichtliche Erläuterungen gegeben; sie zeigt auf einem Luftbild von 1989 die damaligen Verhältnisse, der Ort des Verbrechens ist gekennzeichnet. Eine ergänzende Tafel informiert über die Umstände seines Todes; sie trägt auch ein Foto des Maueropfers. Die Texte sind zweisprachig (deutsch/englisch).